# Ponale (métro de Milan)
Ponale est une station de la ligne 5 du métro de Milan. Elle est située sous la rue Fulvio Testi, à l'intersection avec la rue Ponale, dans le quartier de Bicocca à Milan en Italie.

## Situation sur le réseau

Plan du métro (2021)

Établie en souterrain, Ponale est une station de passage de la ligne 5 du métro de Milan. Elle est située entre la station Bignami, terminus nord, et la station Bicocca, en direction du terminus ouest San Siro Stadio.
Elle dispose des deux voies de la ligne, encadrées par deux quais latéraux.

## Histoire
La station Ponale est mise en service le 10 février 2013, lors de la mise en service de la première section de la ligne 5 entre Bignami et Zara. Elle est nommée en référence à la rue éponyme qu'elle dessert. 

## Services aux voyageurs

### Accès et accueil
La station possède quatre accès équipés d'escaliers et d'escaliers mécaniques, ainsi qu'un accès direct par ascenseur depuis l'extérieur. La station est accessible aux personnes à la mobilité réduite.

### Desserte
Ponale est desservie par les rames qui circulent sur la ligne 5 du métro de Milan. Comme toutes les autres stations de cette ligne de métro automatique elle dispose de portes palières sur les quais.

Installations
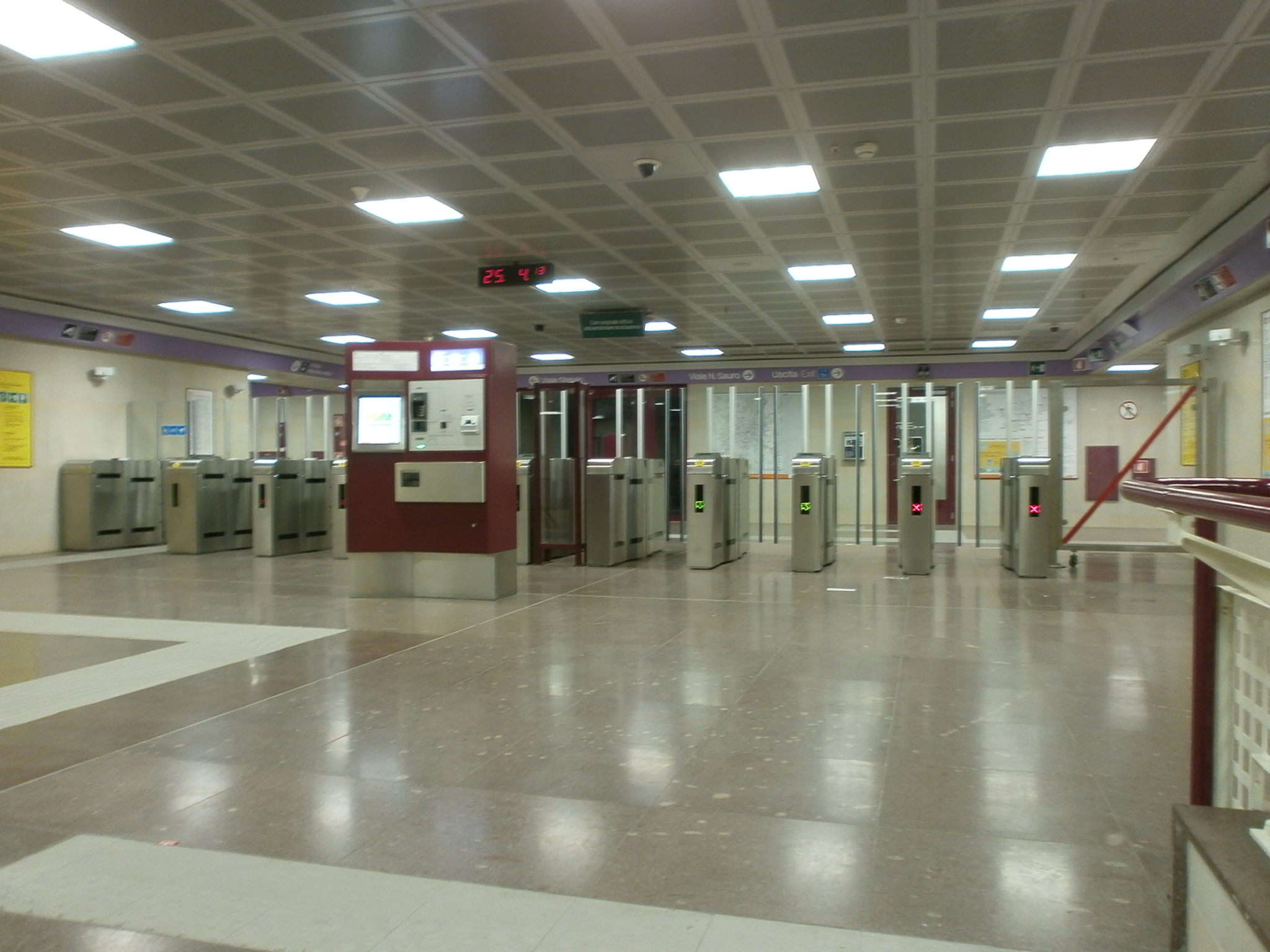
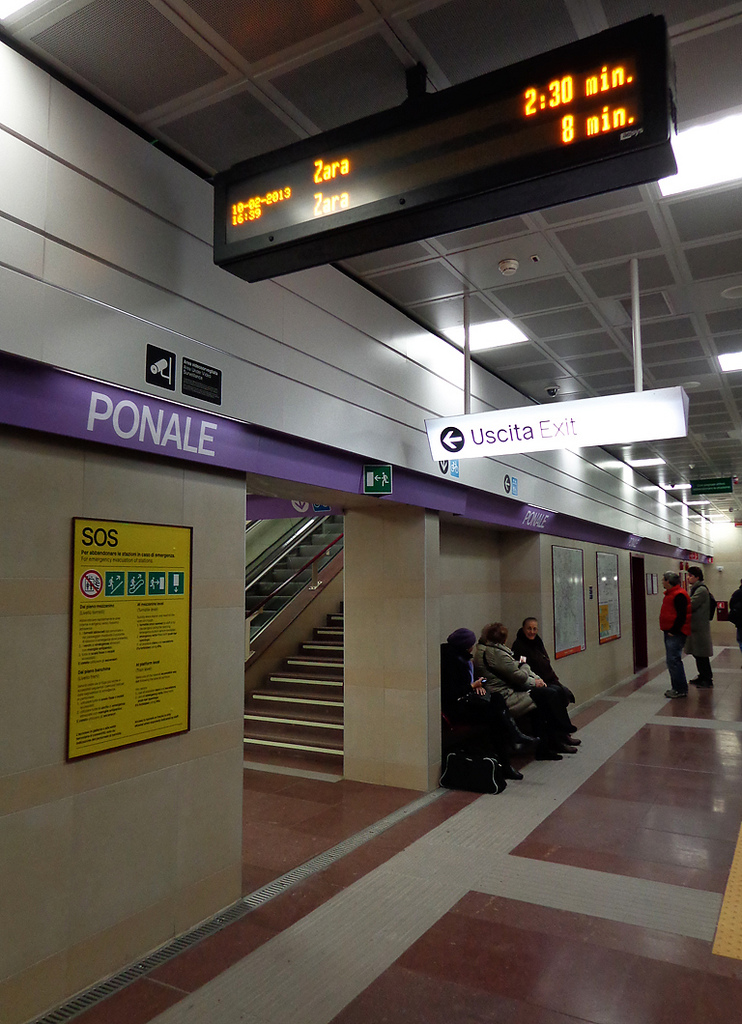
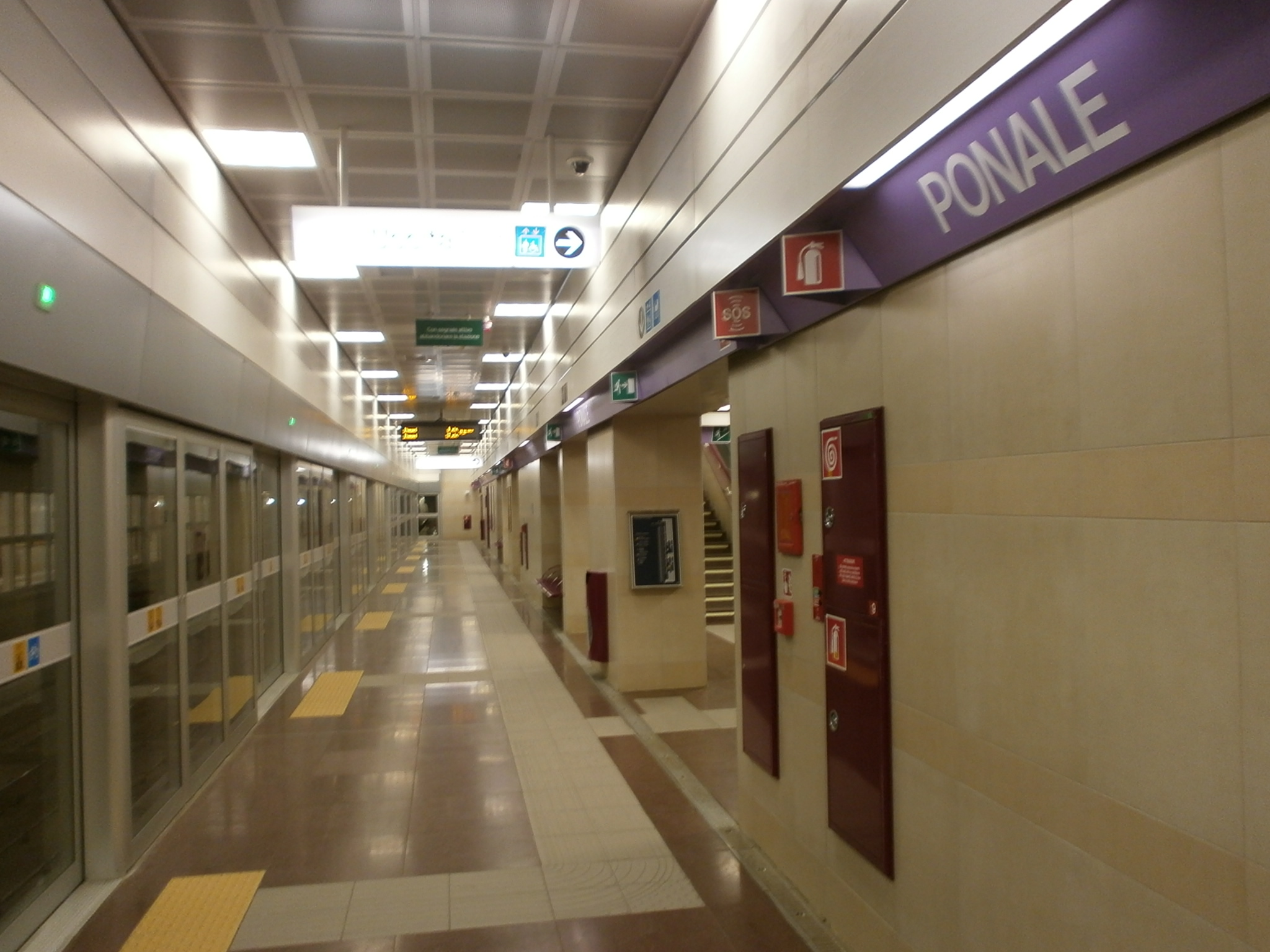

### Intermodalité
À proximité : un arrêt du Tramway de Milan est desservie par la ligne 31 ; et un arrêt des autobus ATM  est desservi par la ligne 51.